# Treptow
Treptow är ett tidigare stadsdelsområde (tyska: Bezirk) i östra Berlin som sedan en sammanslagning 2001 ingår i stadsdelsområdet Treptow-Köpenick.  Området har sitt namn efter stadsdelen Alt-Treptow.
Treptow är känt för Treptower Park.